# Eocorona
Eocorona – wymarły rodzaj owadów z kladu Amphiesmenoptera, obejmujący tylko jeden znany gatunek: Eocorona iani.
Gatunek i rodzaj zostały opisane w 1980 roku przez Normana Barnetta Tindale’a na podstawie skamieniałości, odkrytej w rejonie australijskiego Mount Crosby i pochodzącej z triasu środkowego. Takson ten został zaliczony przez autora do monotypowej rodziny Eocoronidae w obrębie motyli. W 2010 Joël Minet i współpracownicy umieścili go jednak w nadrzędzie Amphiesmenoptera, bez przyporządkowania do rzędu stwierdzając, że nie jest to ani motyl ani chruścik.
Owad ten miał umiarkowanie szerokie przednie skrzydła o wyraźnie zaokrąglonych krawędziach i szerokich płatach jugalnych. Wspólna szypułka pierwszej i drugiej odnogi żyłki medialnej była dwukrotnie dłuższa niż wspólna szypułka trzeciej i czwartej jej odnogi. Żyłka kubitalna rozwidlona była na dwie żyłki połączone poprzeczną żyłką interkubitalną. Silnie zaznaczona żyłka postkubitalna biegła równolegle do drugiej odnogi żyłki kubitalnej. Rejon analny charakteryzował się żyłkami 1V i 2V tworzącymi pętlę i łączącymi się z żyłką postkubitalną daleko przed krawędzią skrzydła.